# Linje 600S
Linje 600S er en buslinje i Hovedstadsområdet mellem Hillerød st. og Ishøj st. Linjen er en del af Movias S-busnet og er udliciteret til Umove, der driver den fra sit garageanlæg i Slangerup. I 2024 havde den ca. 2,6 mio. passagerer. Linjen kører på tværs af regionen ad Primærrute 6 og betjener blandt andet Slangerup, Ølstykke, Jyllinge, Roskilde, Tune og Greve undervejs. Med sine 74,5 km er den linje 600S den længste af alle Movias buslinjer.
Linje 600S blev oprettet mellem Hillerød st. og Roskilde st. 21. oktober 1990 som en af de tre første S-buslinjer. Ved oprettelsen erstattede den linje 309E. I 1993 blev den forlænget fra Roskilde st. til Hundige st. I 2024 blev den yderligere forlænget til Ishøj st. Derudover har der været lokale omlægninger i Hillerød, Ølstykke, Roskilde, Vindinge og Greve.

## Historie
De første konkrete planer til det, der skulle blive til S-busnettet, fremkom i Kollektiv Trafikplan 1989, hvor det blev foreslået at oprette syv såkaldte "superbuslinjer" i årene 1989-1993 og yderligere en efter 1993. Tanken var at de skulle fungere som regionale forbindelser på tværs af de eksisterende S-baner og fjernbaner og samtidig komplettere dem. Rejsehastigheden skulle være høj med få stoppesteder undervejs, og frekvensen og komforten skulle ligeledes være høj. Desuden skulle der være et samlet design- og sloganprogram for hele det nye system. Endelig var det tanken, at de nye linjer ikke bare skulle have numre men også kunne have hver deres navn, der skulle stå med store bogstaver på siden af busserne.
En af de påtænkte linjer var en tværlinje med betegnelsen Superbus "Frederiksborg" og linjeføringen Hillerød - Slangerup - Ølstykke - Jyllinge - Roskilde. Den nye linje ville erstatte ekspresbuslinje 309E, der havde samme linjeføring. Dog skulle driften udvides til tre afgange i timen i dagtimerne, hvor linje 309E kun havde det i myldretiden mellem Roskilde st. og Slangerup Rutebilstation og ellers kørte i timedrift mellem myldretiderne og til Hillerød. Tilsvarende skulle der være timedrift aften og weekend, hvor linje 309E kørte en-to afgange i timen i dagtimerne lørdag og ellers hver anden time. Navnet "Frederiksborg" hentydede til Frederiksborg Slot i Hillerød.
Linjen blev oprettet som den ene af de tre første linjer i det nye net 21. oktober 1990. Navnet Superbusser var dog blevet ændret til S-busser i mellemtiden, ligesom ideen med navne på de enkelte linjer var blevet droppet til fordel for numre med hele hundreder, i dette tilfælde 600S, idet linjen for en stor dels vedkommende kørte ad Primærrute 6, den tidligere Hovedvej A6. Som sådan kørte den fra Hillerød st. via Gørløse, Slangerup, Ølstykke st. og Jyllinge til Roskilde st. I forhold til forgængeren linje 309E skete der dog en omlægning i Roskilde, så der i stedet for Frederiksborgvej blev kørt ad Østre Ringvej - Herregårdsvej - Klosterengen. Herved erstattedes det meste af driften på linje 280, der reduceredes fra at køre i dagtimerne til kun at køre i myldretiden.
Fra starten var det meningen, at komforten skulle være høj på S-busserne med blandt andet fuldturiststole med nakkestøtte og armlæn, mørktonede sideruder, læselamper, bagagehylder, lys ved midtergangen der tillige fik gulvtæppe samt oversigter over både den enkelte linje og hele S-busnettet. Udenpå fik busserne blå/hvide striber i tagkanten og blå destinationsskilte med hvid tekst. Dertil kom så selve rejsetiden, der blev holdt nede ved, at man kun stoppede ved de største stoppesteder.
Men et var de fine intentioner og mange nye tiltag, noget andet var virkeligheden. Da en busentusiast få dage efter oprettelsen, 26. oktober 1990, kiggede nærmere på hvilke busser der faktisk var indsat på linje 600S, måtte vedkommende konstatere, at kun en ud af de otte indsatte busser var en rigtig S-bus. En af de andre var endda en af de 21 kunstbusser, som HT havde ladet udsmykke i løbet af 1980'erne, men som man nu ellers lige havde besluttet at afvikle. Ikke desto mindre var succesen hurtigt hjemme for S-busserne.

### Små og store ændringer
26. september 1993 fik linje 600S en større forlængelse fra Roskilde st. via Vindingevej, Tune og Greve Landsby til Greve st. og herfra på nogle afgange videre ad Lillevangsvej og Eriksmindevej til Hundige st. Her havde linje 300S i forvejen endestation, og da linje 400S også forlængedes dertil ved samme lejlighed, blev det nu til et veritabelt knudepunkt for S-busser og S-tog. Undervejs kørtes i øvrigt via Vindinge om aftenen i stedet for direkte ad Vindingevej. Dette var en arv fra linje 211, der havde kørt mellem Roskilde st. og Greve st., men som nu blev erstattet af den forlængede linje 600S.
Efterfølgende har linjeføringen ligget fast i store træk, men der er sket en række lokale ændringer i tidens løb. I 1996 omlagdes linjen således over et par omgange ved Roskilde st., så den i stedet for at køre ad Algade - Vindingevej kom til at køre ad Køgevej - Østre Ringvej. 28. september 1997 omlagdes linjen andetsteds i Roskilde, så der i stedet for Klosterengen kørtes ad Byageren - Københavnsvej. Ved samme lejlighed udvidedes desuden kørslen via Vindinge. I oktober 1999 gjaldt det så Roskildes nordlige bydel Himmelev, hvor linjen omlagdes ad Himmelev Bygade i retning mod Hillerød.
Også i Ølstykke skete der flere ændringer. I første omgang omlagdes linjen 1. marts 2000 gennem en ny viadukt ved stationen, der var blevet etableret i forbindelse med Frederikssundsbanens udbygning til dobbeltspor. 15. juli 2005 omlagdes linjen ad den forlængede Frederiksborgvej i stedet for ad Gammel Roskildevej. Endelig skete der en mere omfattende ændring 19. oktober 2008. For at undgå et risikofyldt venstresving fra Maglemosen til Roskildevej omlagdes linjen mod Hillerød st. mandag-lørdag i dagtimerne ad Frederiksborgvej - Ny Toftegårdsvej - Ring Nord - Frederikssundsvej - Roskildevej. Det berørte ingen stoppesteder, men til gengæld kom linje 600S til at slå knude på sig selv, idet Roskildevej går over Ny Toftegårdsvej. Men da der ikke er tilslutningsanlæg der, var det imidlertid nødvendigt med en større omvej via tilslutningsanlægget ved Frederikssundsvej.
I den nordlige ende omlagdes linjen i Hillerød 3. august 2003, så der mandag-fredag i dagtimerne kørtes ad Peder Oxes Alle - Hillerødmotorvejen i stedet for ad Roskildevej for at forbedre betjeningen af Novo Nordisk. 9. december 2012 ændredes omlægningen til at gælde i hele driftstiden.
I slutningen af 2000'erne var linje 600S populær blandt chaufførerne, da det var en lang linje, og hvor der derfor ikke var så mange gentagelser. Faktisk var den med 68,3 km en af Movias længste buslinjer. Det betød dog også, at den var underlagt EU-hviletidsbestemmelserne, da den var over 50 km lang. Af samme årsag var busserne udstyret med fartskrivere, for at sikre at chaufførerne højst kørte 4½ time, før de holdt pause. I dagtimerne var det en fredelig linje, når der da ikke lige var skoleelever på udflugt. Om aftenen kunne der til gengæld være alvorlige problemer med gratister. I et tilfælde blev en billetkontrollør overfaldet, og ved et andet tilfælde gik det udover en medpassagerer.
I 2011 omlagdes linjen i Gørløse, da primærrute 6 i stedet for at følge Hovedvejen gennem byen blev omlagt ad en forlænget Roskildevej øst om byen. I den forbindelse endte linje 600S over et par omgange med at køre ad den nye Roskildevej og ad Stationsvej forbi Gørløse st. og derfra videre som hidtil ad Hovedvejen.
11. december 2011 omlagdes linjen til at køre via Vindinge på alle afgange som erstatning for linje 601, der nedlagdes. To år efter, 15. december 2013, ændredes køreplanen igen, så der køres til Hundige st. på alle afgange. 11. december 2016 blev linjen omlagt til at køre syd om Roskilde st. ad Ny Østergade i stedet for nord om, da der blev indsat nye busser, som havde sværere ved at dreje i viadukten, hvor jernbanen føres over Køgevej. Omlægningen gav anledning til en del henvendelser til Roskilde Kommune om, hvor linjens stoppested var blevet af. Kommunen oplyste at de ikke havde ønsket omlægningen, men at den ændrede bustype havde gjort det nødvendigt.
I september 2016 blev der indgået et forlig i Region Hovedstaden om det næste års budget, der blandt andet kommer til at medføre flere besparelser og ændringer på de regionale buslinjer. For linje 600S betød det, at den fra et endnu ikke fastsat tidspunkt skulle til at køre en gang i timen om natten i weekenden, hvor den så ville erstatter en stor del af linje 91N mellem Greve og Helsingør, der skulle nedlægges. De to linjer havde i forvejen en stor del af linjeføringen tilfælles, idet linje 600S dog kørte via Risø, mens linje 91N kørte via Ågerup og Gundsølille. Desuden fortsatte linje 91N fra Hillerød til Helsingør, en strækning der ville miste betjeningen om natten i forbindelse med den planlagte ændring. I praksis nøjedes man dog med at afkorte linje 91N fra Helsingør til Hillerød 30. januar 2017, mens de to linjer i øvrigt fortsatte uændret.
Ved køreplansskiftet 15. december 2024 overtog linje 600S strækningen mellem Hundige st. og Ishøj st. fra linje 400S. Det vil give linje 600S forbindelse til Hovedstadens Letbane på Ishøj st., når letbanen åbner. Samtidig blev de hidtidige dieselbusser erstattet af elbusser. I den forbindelse blev der etableret opladere ved endestationerne, så busserne kunne klare hele den 74,5 km lange tur uden opladning undervejs.

## Fakta
- Linjeføring
  - Hillerød st. - Søndre Jernbanevej - Milnersvej - Peder Oxes Allé - Hillerødmotorvejen - Roskildevej - Borupvej - Stationsvej - Gørløse st. - Hovedvejen - Frederiksborgvej - Hillerødvej - Kongensgade - Slangerup Rutebilstation - Brobæksgade - Roskildevej - Maglemosen - Frederiksborgvej - Ølstykke st. - Frederiksborgvej - Udlejrevej - Gammel Roskildevej - Skrædderbakken - Værebrovej - Jyllinge Parkvej - Jyllingecentret - Jyllinge Parkvej - Frederiksborgvej - Risø - Frederiksborgvej - Østre Ringvej - Herregårdsvej - Østbyvej - Klosterengen - Byageren - Københavnsvej - Ny Østergade - Roskilde st. - Køgevej - Østre Ringvej - Vindingevej - Tingvej - Tunevej - Roskildevej - Nørregade - Tune Parkvej - Grevevej - Vesterbjerg - Greve Bygade - Greve Landevej - Greve Centervej - Greve st. - Greve Centervej - Lillevangsvej - Eriksmindevej - Godsvej - Hundige Centervej - Hundige Stationsvej - Hundige st. - Hundige Stationsvej - Hundige Centervej - Godsvej - Ishøj Parkvej - Ishøj Søvej - Ishøj Boulevard - Stenbjerggårds Alle - Vejlebrovej - Ishøj st.[32]

- Overordnede linjevarianter
  - Hillerød st. - Ishøj st.[32]
  - Forskellige kortere ture om morgenen og sidst på aftenen.[32]

- Materiel (fælles med linje 91N)[33][34]
  - 26 13 m elbusser busser med garageopladning af typen BYD eBus B13E01 garageret hos Umove, Slangerup.[33][34]

| År         | Entreprenør og garage        |
| ---------- | ---------------------------- |
| 21-10-1990 | Busdivisionen, Frederikssund |
| 01-04-1992 | Busdivisionen, Hillerød      |
| 1995       | Bus Danmark, Hillerød        |
| 14-06-1999 | Arriva, Hillerød             |
| 26-05-2002 | Fjord-bus, Slangerup         |
| 01-11-2015 | Umove, Slangerup             |
| 11-12-2016 | Arriva, Slangerup            |
| 16-04-2024 | GoCollective, Slangerup      |
| 15-12-2024 | Umove, Slangerup             |

| År          | 2021      | 2022      | 2023      | 2024      |
| ----------- | --------- | --------- | --------- | --------- |
| Passagertal | 1.798.081 | 2.349.411 | 2.531.018 | 2.610.897 |

## Kronologisk oversigt
| Dato                        | Hændelse |
| --------------------------- | --- |
| 21-10-1990                  | Linje 600S oprettes ad følgende rute: Hillerød st. - Nordre Jernbanevej - Milnersvej - Roskildevej - Freerslev - Gørløse - Hovedvejen - Frederiksborgvej - Hillerødvej - Kongensgade - Slangerup Rutebilstation - Brobæksgade - Roskildevej - Jørlunde - Skyhøj - Maglemosen - Frederiksborgvej - Ølstykke st. - Frederiksborgvej - Gammel Roskildevej - Svanholm Skole - Skrædderbakken - Værebrovej - Jyllinge Parkvej - Jyllingecentret - Jyllinge Parkvej - Margretheskolen - Frederiksborgvej - Risø - Østre Ringvej - Herregårdsvej - Himmelev - Østbyvej - Klosterengen - Kong Valdemars Vej - Københavnsvej - Algade - Roskilde st. Linjen erstatter linje 309E, der nedlægges. Desuden reduceres linje 280 fra at køre i dagtimerne til kun at køre i myldretiden, mens linje 307 ophører med at køre om aftenen. |
| 26-09-1993                  | Forlænges fra Roskilde st. ad Københavnsvej - Vindingevej - Tunevej - Roskildevej - Tune - Nørregade - Tune Parkvej - Grevevej - Vesterbjerg - Greve Bygade - Greve Landsby - Skolevænget - Greve Landevej - Greve Centervej - Greve st. - Greve Centervej - Lillevangsvej - Eriksmindevej - Godsvej - Hundige Centervej - Hundige Stationsvej til Hundige st. Om aftenen køres fra Vindingevej via Tingvej - Vindinge - Tunevej. Forlængelsen erstatter linje 211 der nedlægges. |
| ??-??-19??                  | Omlægges ad Greve Bygade i stedet for Skolevænget - Greve Landevej. Omlægningen fandt sted på et ukendt tidspunkt mellem oktober 1993 og august 1997. |
| ??-06-1996                  | Omlægges i Roskilde mod Hundige st. ad Jernbanegade - Køgevej - Østergade og mod Hillerød st. ad Bymarken - Københavnsvej - Algade - Jernbanegade. Omlægningen skyldes opførelse af nyt stationscenter. |
| 29-09-1996                  | Omlægges i Roskilde ad Østre Ringvej - Køgevej - Jernbanegade i begge retninger. |
| 28-09-1997                  | Omlægges igen ad Byageren - Københavnsvej. Kørsel via Vindinge også lørdag eftermiddag og hele søndag. |
| Ca. 20-10-1999              | Omlægges i Himmelev så der køres ad Sognevej (nu Himmelev Sognevej) - Himmelev Bygade i retning mod Hillerød st. |
| 01-03-2000                  | Omlægges ved Ølstykke st. ad Frederiksborgvej - Tjørnevej - Østervej. Omlægningen skyldes at der er etableret en viadukt under Frederikssundsbanen i forbindelse med dennes udbygning til dobbeltspor. |
| 08-09-2000 - ca. 01-05-2001 | Omlægges i Roskilde så der køres direkte ad Ny Østergade i stedet for forbi Roskilde st. Omlægningen skyldes ombygning af stationsforpladsen. |
| 26-05-2002                  | Der indsættes 13,7 m-busser. |
| 03-08-2003                  | Omlægges i Hillerød så der mandag-fredag i dagtimerne køres ad Peder Oxes Alle - Hillerødmotorvejen i stedet for ad Roskildevej. |
| 15-09-2004 - 31-03-2005     | Omlægges i Ølstykke ad Østervej - Ny Toftegårdsvej. Omlægningen skyldes vejarbejde på Rådhus Allé. |
| 15-07-2005                  | Omlægges i Ølstykke i forbindelse med forlængelse af Frederiksborgvej mellem Ny Toftegårdsvej og Udlejrevej. Fremover køres ad Johannedalsvej - Frederiksborgvej - Udlejrevej i stedet for ad Rådhus Allé - Gammel Roskildevej. |
| 30-08-2006 - 27-10-2006     | Omlægges ad Greve Bygade - Greve Landevej - Mosede Landevej - Blågårdsvej - Greve Centervej. Omlægningen skyldes delvis lukning af Greve Centervej. |
| 04-09-2006 - 27-10-2006     | På ca. halvdelen af afgangene i myldretiden køres udenom Greve landsby. Omlægningen sker for at mindske antallet af forsinkelser i forbindelse med broarbejde på motorvejen. |
| 19-10-2008                  | Omlægges i retning mod Hillerød st. fra Ølstykke st. ad Frederiksborgvej - Ny Toftegårdsvej - Ring Nord - Frederikssundsvej - Roskildevej. Omlægningen sker for at undgå et risikofyldt venstresving Maglemosevej til Roskildevej. Omlægningen gælder kun mandag-lørdag i dagtimerne. |
| 09-04-2010                  | Der påbegyndes forsøg med cykelmedtagning i busserne. Forsøget er sat til at vare året ud og gælder kun udenfor myldretiden. I praksis bliver det permanent 23. november 2011. |
| 27-07-2010 - 04-09-2011     | Omlægges ad midlertidig vej mellem Vindingevej og frakørselsrampen under Holbækmotorvejen - rundkørslen - Østre Ringvej. Omlægningen skyldes udvidelse af Holbækmotorvejen og medfølgende spærring af Vindingevej. |
| 22-08-2011                  | Omlægges i Gørløse ad Roskildevej - Borupvej - Hovedvejen - Stationsvej - Gørløse st. - Borupvej - Roskildevej. Der køres i sløjfe mod uret som angivet i begge retninger. Omlægningen skyldes vejomlægning og er i første omgang midlertidig. |
| 25-11-2011                  | Kørslen i Gørløse ændres, så der køres ad Roskildevej - Borupvej - Stationsvej - Gørløse st. - Hovedvejen. |
| 11-12-2011                  | Omlægges i Vindinge så der køres ad Tingvej - Vindinge - Tunevej på alle ture. Omlægningen erstatter linje 601 der nedlægges. |
| 22-08-2012 - 09-11-2012     | Omlægges så der køres direkte ad Ny Østergade - Roskilde st. Omlægningen skyldes renovering og spærring af viadukt for Køgevej og kan have varet til 28-12-2012. |
| 09-12-2012                  | Omlægges i Hillerød så der alle dage køres ad Peder Oxes Vej - Hillerødmotorvejen. |
| 15-12-2013                  | Køreplanen ændres, så der i stedet for at vendes ved Greve st. på visse afgange nu vendes ved Hundige st. på alle afgange. |
| 07-04-2015 - 04-08-2015     | Omlægges i Greve ad Blågårdsvej - Mosede Landevej - Ventrupparken. Omlægningen skyldes at Greve Centervej spærres ved Køge Bugt Motorvejen. |
| 11-12-2016                  | Omlægges i Roskilde så der fra Københavnsvej køres ad Ny Østergade til Køgevej i begge retninger med stop på den sydlige side af Roskilde st. i stedet for nordfor. Omlægningen skyldes at der indsættes nyt materiel, der havde sværere ved at dreje i viadukten, hvor jernbanen føres over Køgevej. |
| 23-04-2019 - 15-12-2019     | Omlægges i retning mod Hillerød st. ad Jyllinge Parkvej - Frederiksborgvej - Roskildevej i stedet for ad Værebrovej - Skrædderbakken. Omlægningen skyldes anlæg af supercykelsti og udskiftning af regnvandsledning. På grund af trafikproblemer ændres omlægningen 22. september 2019, så der køres ad Roskildevej - Frederiksborgvej - Jyllinge Parkvej i retning mod Hundige st. Omlægningen ændres igen 5. november 2019, så der køres ad Skræderbakken - Værebrovej - Bromarken - Møllevej - Lindegårdsvej - Jyllinge Parkvej i retning mod Hundige st. |
| 01-10-2021 - 06-07-2022     | Omlægges ad Godsvej - Anders Plougs Allé - Over Bølgen til midlertidig endestation ved Waves. Omlægningen skyldes ombygning af Hundige st. og opførelse af boliger. |
| 02-06-2022 - ca. 03-10-2022 | Omlægges ad Ny Toftegårdsvej - Gl. Roskildevej. Omlægningen skyldes vejarbejde. |
| 01-08-2023 - ca. 15-03-2024 | Omlægges ad Vindingevej - Tunevej - Vindinge - Tingvej - Vindingevej i retning mod Hundige st. Omlægningen ændres 12. oktober 2023, så der køres direkte ad Vindingevej i retning mod Hundige st. Omlægningen skyldes vejarbejde. |
| 24-06-2024 - ca. 18-12-2024 | Omlægges ad Frederiksborgvej - Udlejrevej i begge retninger samt Ny Toftegårdsvej - Gl. Roskildevej i retning mod Hundige st. Omlægningen skyldes fjernvarmearbejde. |
| 15-12-2024                  | Forlænges fra Hundige st. ad Hundige Stationsvej - Hundige Centervej - Godsvej - Ishøj Parkvej - Ishøj Søvej - Ishøj Boulevard - Stenbjerggårds Alle - Vejlebrovej til Ishøj st. Forlængelsen erstatter linje 400S, der afkortes tilsvarende. |